# TurboSPARC
TurboSPARC — микропроцессор, реализующий архитектуру SPARC V8, разработанный Fujitsu Microelectronics, Inc. (FMI), американским подразделением Fujitsu. Это микропроцессор начального уровня, разработанный как замена микропроцессору microSPARC-II от Sun Microsystems для рабочих станций SPARCstation 5. Он был представлен 30 сентября 1996, версия с частотой 170 МГц стоила US$499. TurboSPARC был вытеснен процессором UltraSPARC IIi в конце 1997.
TurboSPARC использовался компаниями Force Computers, Fujitsu, RDI Computer, Opus Systems, Tadpole Technologies, Tatung Science and Technology и Themis Computers. Fujitsu использовала версию с тактовой частотой 160 МГц в качестве обновления для SPARCstation 5, тогда как другие компании использовали версию с частотой 170 МГц для свиох рабочих станций, ноутбуков и встроенных компьютеров.
Производительность 170 МГц TurboSPARC была сопоставима с производительностью 120 МГц Intel Pentium и превосходила производительность 110 МГц microSPARC-II в 2 раза для целочисленных вычислений и в 1.5 раз для вычислений с плавающей точкой.